# Southern Voice
Southern Voice é o décimo álbum de estúdio do cantor country Tim McGraw, lançado em 2009.

## Faixas
1. "Still" (Lee Brice, Kyle Jacobs, Joe Leathers) – 3:43
2. "Ghost Town Train" (Marv Green, Troy Olsen) – 3:49
3. "Good Girls" (Chris Lindsey, Aimee Mayo, Brad Warren, Brett Warren) – 4:09
4. "I Didn't Know It at the Time" (Lee Thomas Miller, Chris Stapleton) – 3:22
5. "It's a Business Doing Pleasure with You" (Brett James, Chad Kroeger) – 3:07
6. "If I Died Today" (Blair Daly, Brad Warren, Brett Warren) – 2:54
7. "Mr. Whoever You Are" (Sean McConnell) – 4:23
8. "Southern Voice" (Bob DiPiero, Tom Douglas) – 4:01
9. "You Had to Be There" (Casey Beathard, Kenneth Wright) – 3:51
10. "I'm Only Jesus" (Pat Buchanan, Brad Warren, Brett Warren) – 4:37
11. "Forever Seventeen" (Joe Doyle, Josh Kear) – 4:34
12. "Love You Goodbye" (Douglas, Jamie O'Hara) – 4:39